# Vyssa
Vyssa (in greco Βύσσα?, in bulgaro: Visa, Виса) è un ex comune della Grecia nella periferia della Macedonia orientale e Tracia di 8 184 abitanti secondo i dati del censimento 2001.
È stato soppresso a seguito della riforma amministrativa detta Programma Callicrate in vigore dal gennaio 2011 ed è ora compreso nel comune di Orestiada.